# Cabera andrica
Cabera andrica là một loài bướm đêm trong họ Geometridae.